# Tonj (rivière)
La rivière Tonj, également appelée rivière Ibba ou Nyatt Ayok, est une rivière du Soudan du Sud. C'est un affluent en rive droite de la rivière Bahr el-Ghazal.

## Description

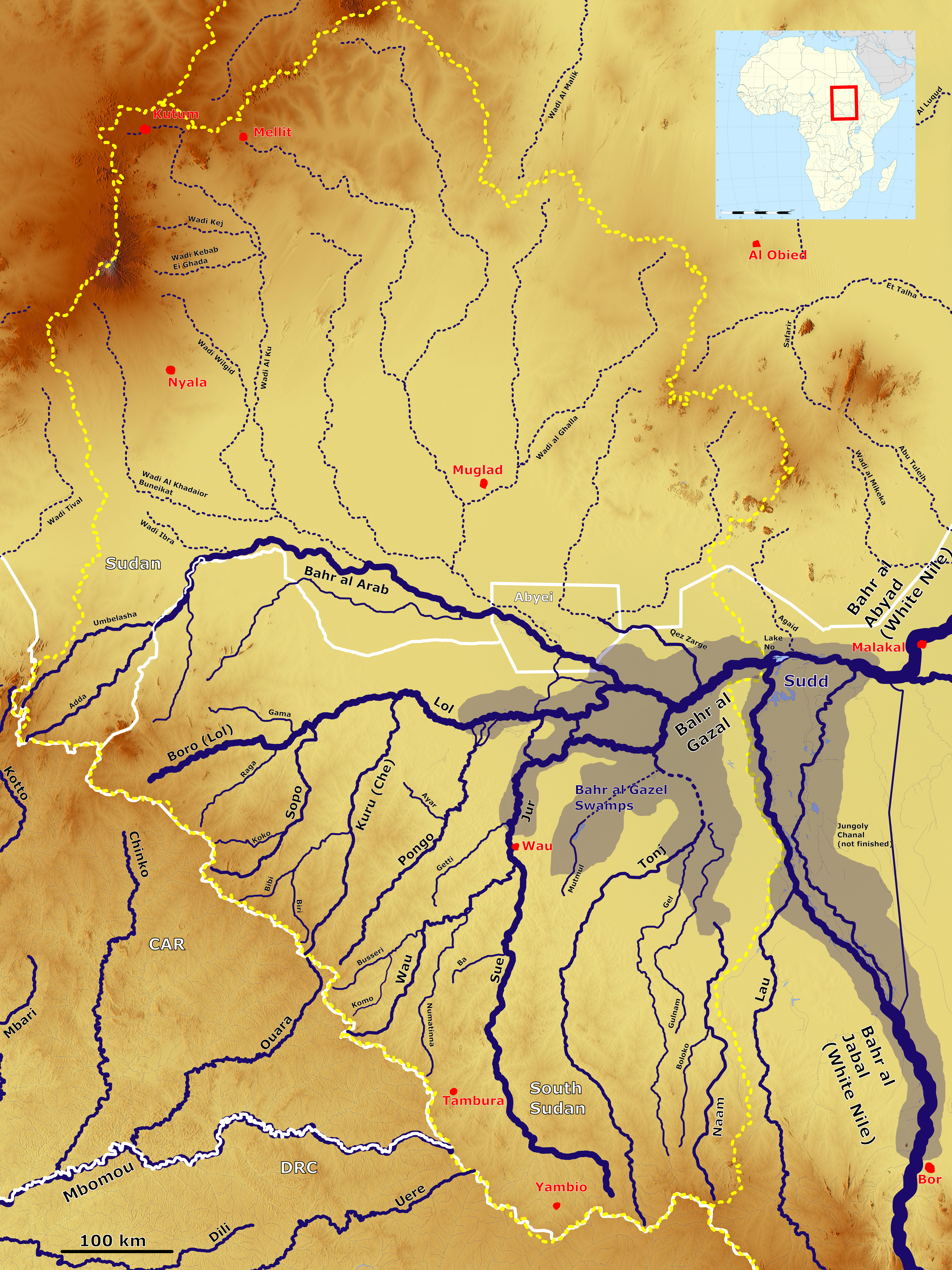
Le système fluvial du Bahr el-Ghazal avec la rivière Tonj (au milieu).

La rivière Ibba en amont puis Tonj en aval est un affluent de la rivière Bahr el-Ghazal,,. La rivière prend sa source dans le sud de l'État de l'Équatoria-Occidental au Soudan du Sud, non loin de la frontière avec le Haut-Uélé en République démocratique du Congo. 
La source la plus lointaine de la rivière Ibba se trouve sur une colline boisée (4° 22′ 35″ N, 29° 15′ 26″ E) sur la ligne de partage des eaux Congo-Nil, qui sépare les bassins du Nil et du Congo. La partie amont de la rivière Ibba est la rivière Zumbi. Le ruisseau prend une direction nord-ouest puis nord, devenant une rivière intermittente au fur et à mesure du rassemblement des ruisseaux de tête de bassin, avec un cours très sinueux dans une vallée boisée. La rivière Zumbi devient la rivière Ibba avec la réunion de l'autre branche mère venue de l'est (4° 42′ 47″ N, 29° 08′ 09″ E).
La rivière passe à l'ouest de la ville d'Ibba (4° 47′ 33″ N, 29° 07′ 49″ E) où un pont traverse la rivière, puis est rapidement grossie par des affluents venus des deux rives. La rivière devient pérenne avec un cours vers le nord-nord-ouest toujours très sinueux et boisé dans une vallée bien individualisée au milieu de paysages vallonnés, passant devant le village de Nakape. La partie centrale de la rivière traverse le parc national du Sud dans un secteur largement inhabité. Vers la fin de mars, cette section est susceptible d'être gonflée par les premières pluies et ne peut être traversée à gué par un véhicule à moteur.
La rivière atteint une largeur d'une vingtaine de mètres et se dirige vers le nord avant de traverser la frontière de l'État du Bahr el Ghazal occidental (6° 45′ 29″ N, 28° 28′ 47″ E) et de rentrer dans l'État de Warab (6° 46′ 50″ N, 28° 29′ 41″ E) en passant à travers le comté de Tonj South (en). La rivière suit la frontière de l'État avec un cours sinueux et marécageux formant de nombreux méandres et bras-morts dans son lit majeur.
La rivière Ibba devient ensuite la rivière Tonj (6° 48′ 03″ N, 28° 30′ 03″ E) avant de passer devant la ville de Tonj établie sur la rive gauche (7° 15′ 57″ N, 28° 40′ 36″ E), un pont traverse la rivière en aval de la ville.
La rivière poursuit son parcours vers le nord-est avant de rejoindre le vaste marais de l'Ibba supérieur (7° 30′ 22″ N, 28° 54′ 46″ E), le chenal principal serpente vers le nord-est sous la végétation puis vers l'est (7° 38′ 17″ N, 29° 07′ 52″ E) avant de se jeter dans le chenal drainant le marais (7° 35′ 31″ N, 29° 16′ 31″ E). La rivière élargie se dirige vers le nord-est, entre dans l'État des Lacs (7° 36′ 54″ N, 29° 13′ 07″ E) avant de rejoindre le marais de l'Ibba inférieur (7° 39′ 15″ N, 29° 21′ 37″ E), le chenal poursuit son cours vers le nord-est (7° 44′ 39″ N, 29° 22′ 54″ E) et retourne dans l'État de Warab (7° 51′ 21″ N, 29° 29′ 34″ E) en se divisant en de multiples branches. Le chenal principal de la rivière est enfin grossi d'un défluent de la rivière Gel (8° 09′ 56″ N, 29° 40′ 11″ E) à proximité de la frontière de l'État de l'Unité, lui donnant une direction vers l'ouest pour finalement se jeter dans le chenal principal des rivières Gel et Naam grossie de la rivière Gulnam avec une partie des eaux de la rivière Yei et de défluents du Bahr el-Ghebel venus de l'est (8° 13′ 53″ N, 29° 38′ 34″ E).
L'ensemble des chenaux venus du sud et de l'est grossis de la rivière Jur venue de l'ouest alimentent ensuite le lac Ambadi pour former le Bahr el-Ghazal à la confluence du Bahr el-Arab avant de rejoindre le Bahr el-Ghebel au niveau du lac No pour former le Nil Blanc.

### Branche occidentale
Une partie des eaux du marais de l'Ibba supérieur en aval de Tonj s'écoule à l'ouest de Babul vers le nord par de multiples chenaux formant une rivière  (7° 35′ 46″ N, 28° 56′ 08″ E) se dirigeant vers le nord-est avec un parcours très sinueux au milieu d'un paysage sec lui faisant perdre une grande partie de son débit. La rivière passe devant Mecharr, rejoint un marais (7° 49′ 29″ N, 29° 11′ 00″ E) et passe devant Madeir où se trouve un passage à gué avant de se perdre dans un marais (7° 52′ 43″ N, 29° 13′ 26″ E). Le flux se dirige en deux branches vers le nord rejoignant un marais (7° 54′ 29″ N, 29° 13′ 49″ E) et vers l'est (7° 54′ 11″ N, 29° 18′ 05″ E) se rejoignant au nord-est (7° 58′ 01″ N, 29° 22′ 31″ E). Le cours d'eau intermittent se poursuit vers le nord, passe à l'est de War Bok (8° 03′ 04″ N, 29° 27′ 52″ E) et se divise en deux branches (8° 08′ 05″ N, 29° 27′ 29″ E) qui se rejoignent en aval avant de rejoindre le chenal principal rassemblant la rivière Tonj (branche principale) ainsi que les rivières Gel et Naam grossie de la rivière Gulnam avec une partie des eaux de la rivière Yei et de défluents du Bahr el-Ghebel venus de l'est (8° 15′ 27″ N, 29° 30′ 05″ E).

## Hydrologie
La rivière Tonj (ou Ibba) draine un bassin de 27 000 km2. Les précipitations annuelles moyennes sont de 1 220 millimètres.
Dans la ville de Tonj, le lit mineur a une largeur de 70 mètres et une profondeur maximale de 3 mètres, avec un débit maximal de 110 m3 par seconde.

## Environnement
La rivière est densément boisée dans sa haute vallée, mais plus en aval se trouvent des bandes de plaine herbeuse de chaque côté et finalement, la forêt cède la place à une plaine herbeuse ouverte. La rivière serpente à travers une plaine inondable qui s'élargit progressivement dans son cours inférieur. Au nord de Tonj, la rivière pénètre dans une grande lagune à partir de laquelle plusieurs petits cours d'eau mènent à un marécage d'herbe.
Chaque année, l'État de Warab subit des inondations de juillet à décembre, certaines parties étant totalement isolées.